# Marshall (Town, Richland County)
Die Town of Marshall ist eine von 16 Towns im Richland County im US-amerikanischen Bundesstaat Wisconsin. Im Jahr 2010 hatte die Town of Marshall 567 Einwohner.
Town hat in Wisconsin eine grundlegend andere Bedeutung, als im übrigen englischsprachigen Bereich. Vielmehr entspricht sie den in den anderen US-Bundesstaaten üblichen Townships, die nach dem County die nächstkleinere Verwaltungseinheit bilden.

## Geografie
Die Town of Marshall liegt im Südwesten Wisconsins. Die Grenze zu Iowa befindet sich rund 65 km westlich. Nach Minnesota sind es rund 80 km in westnordwestlicher Richtung; nach Illinois sind es rund 120 km nach Süden.
Die geografischen Koordinaten des Zentrums der Town of Marshall sind 43°25′11″ nördlicher Breite und 90°29′48″ westlicher Länge. Sie erstreckt sich über eine Fläche von 93,4 km². 
Die Town of Marshall liegt im Zentrum des Richland County und grenzt an folgende Nachbartowns:
| Town of Forest | Town of Bloom                               | Town of Henrietta  |
| Town of Sylvan | Kompassrose, die auf Nachbargemeinden zeigt | Town of Rockbridge |
| Town of Akan   | Town of Dayton                              | Town of Richland   |

## Verkehr
Der Wisconsin State Highway 56 verläuft in Nordwest-Südost-Richtung durch den Norden der Town of Marshall. Daneben verlaufen noch die County Highways A und Z durch das Gebiet der Town. Alle weiteren Straßen sind untergeordnete Landstraßen sowie teils unbefestigte Fahrwege.
Mit dem Richland Airport befindet sich rund 25 km südöstlich der Town ein kleiner Flugplatz. Die nächsten Verkehrsflughäfen sind der Dubuque Regional Airport in Iowa (rund 150 km südsüdwestlich), der La Crosse Regional Airport (rund 105 km nordnordwestlich) und der Dane County Regional Airport in Wisconsins Hauptstadt Madison (rund 120 km ostsüdöstlich).

## Bevölkerung
Nach der Volkszählung im Jahr 2010 lebten in der Town of Marshall 567 Menschen in 215 Haushalten. Die Bevölkerungsdichte betrug 6,1 Einwohner pro Quadratkilometer. In den 215 Haushalten lebten statistisch je 2,64 Personen. 
Ethnisch betrachtet bestand die Bevölkerung mit zwei Ausnahmen nur aus Weißen. Unabhängig von der ethnischen Zugehörigkeit waren 1,1 Prozent der Bevölkerung spanischer oder lateinamerikanischer Abstammung. 
23,8 Prozent der Bevölkerung waren unter 18 Jahre alt, 58,0 Prozent waren zwischen 18 und 64 und 18,2 Prozent waren 65 Jahre oder älter. 48,0 Prozent der Bevölkerung war weiblich.
Das mittlere jährliche Einkommen eines Haushalts lag bei 51.250 USD. Das Pro-Kopf-Einkommen betrug 20.676 USD. 7,3 Prozent der Einwohner lebten unterhalb der Armutsgrenze.

## Ortschaften in der Town of Marshall
Neben Streubesiedlung existiert in der Town of Marshall mit Gillingham noch eine gemeindefreie Siedlung.